# The Hot Puppies
The Hot Puppies sind ein britisches Indie-Pop-Quintett. Sie formierten sich 2001 in Aberystwyth, sind aber inzwischen in Cardiff beheimatet. Ihre Songtexte zeichnen sich durch reichhaltige literarische Referenzen aus, der Bandname selbst wurde einem Gedicht Dorothy Parkers entnommen.
Das Label der Band ist Fierce Panda Records.

## Diskografie

### Singles
- The Future's Such a Beautiful Place (2001) (Demo)
- All Washed Up (EP) (2002)
- The Drowsing Nymph (Frühjahr 2003)
- Dawn of Man (April 2004)
- Green Eyeliner (September 2004)
- Terry (November 2005) (Fandango Records)
- The Girl Who Was Too Beautiful (Mai 2006)
- How Come You Don't Hold Me No More (Februar 2007)

### Alben
- Under the Crooked Moon (24. Juli 2006)